# 穆斯捷
穆斯捷（法語：Moustier，法語發音：[mustje]）是法国洛特-加龙省的一个市镇，属于马尔芒德区。

## 地理
穆斯捷（44°38'9"N, 0°17'57"E）面积8.33 平方千米，位于法国新阿基坦大区洛特-加龍省，该省份为法国西南部内陆省份，北起多爾多涅省，西接吉倫特省和朗德省，南至热尔省，东临塔恩-加龙省和洛特省。
与穆斯捷接壤的市镇（或旧市镇、城区）包括：鲁马涅、德罗河畔阿勒芒、帕尔达扬、德罗河畔拉索沃塔、蒙特通。

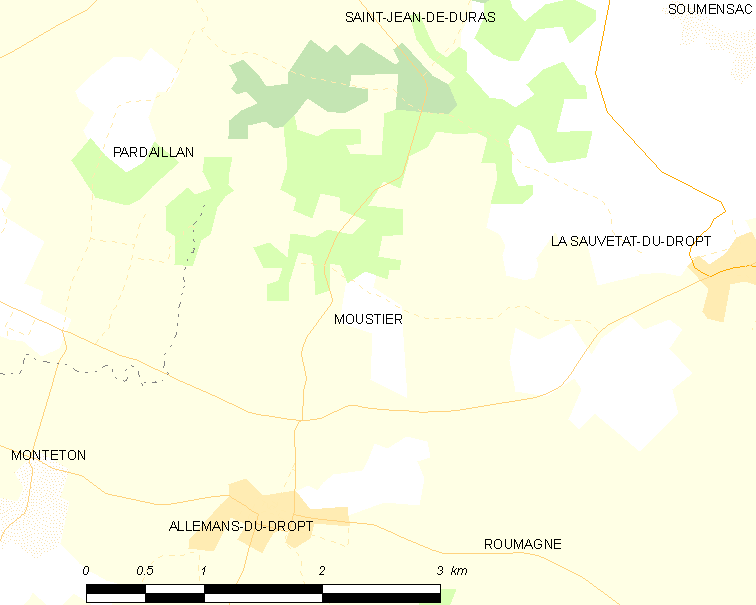
穆斯捷的OSM定位图

穆斯捷的时区为UTC+01:00、UTC+02:00（夏令时）。

## 行政
穆斯捷的邮政编码为47800，INSEE市镇编码为47194。

## 政治
穆斯捷所属的省级选区为吉耶讷山丘县。

## 人口

1962-2008年间穆斯捷人口变化图示

穆斯捷于2022年1月1日时的人口数量为318人。